# Might and Magic VIII : Le Jour du destructeur
 (novembre 2018).
Si vous disposez d'ouvrages ou d'articles de référence ou si vous connaissez des sites web de qualité traitant du thème abordé ici, merci de compléter l'article en donnant les références utiles à sa vérifiabilité et en les liant à la section « Notes et références ».
Might and Magic VIII : Le Jour du destructeur (titre original : Day of the Destroyer) est un jeu vidéo de type dungeon crawler sorti sur PC en 2000 et créé par la société 3DO, aujourd'hui en faillite.

## Système de jeu

### La façon de Jouer
Dans Might and Magic VIII : le Jour du destructeur, le jeu est en vue subjective à l'aide du clavier et de la souris. La caméra est déplaçable par l'utilisateur grâce à la souris.

### Votre héros
Dans Might and Magic VIII : le Jour du destructeur vous pouvez créer votre propre héros en lui attribuant des points de compétences et en choisissant sa race (voir le Tableau de race)

## Histoire
L'histoire prend place dans l'est de la région de Jadame, en 1175 dans la ville de Ravenshore. Cette ville était calme jusqu'au jour où un homme bizarre (appelé L'étranger) vint construire une sorte de Rubis Rouge géant avec une porte scellée. À cause de ce Rubis, tous les éléments sont bouleversés et seul le Héros peut le détruire. C'est après que vous commencez dans L'île de la Plaie de la Dague.

## Les Villes et Régions
Dans Might and Magic VIII : le Jour du destructeur il y a plusieurs régions.

### Île de la Plaie de la Dague
Région composée de 6 îles. Les résidents de cette île sont des hommes lézards qui sont attaqués par les Pirates Regnan (voir la Région Regna). C'est ici que vous commencez l'aventure. C'est ici que se trouve le monde de la terre.

### Ravenshore
Région composée d'une seul terre. C'est la ville principale.

### Alvar
Région composée de 2 parties. C'est ici qu'habitent les elfes de l'ombre.

### MurMurWoods
Région composée d'une seule partie. À Murmurwoods résident les magiciens de Lumières, c'est ici que se trouve un passage vers le monde de l'air.

### Shadowspire
Région composée d'une seule partie. À Shadowspire résident les Necromanciens. C'est une ville détruite particulièrement étrange.

### Garrote Gorge
Région composée de 2 parties. C'est à cet endroit que résident les Chevaliers et les Dragons.

### Désert du sable de fer
Région composée de 7 parties. Ici résident les Orques et Ogres. C'est ici que se trouve le monde du feu.

### Ravagabondage
Composé de 2 parties. C'est ici que résident les Minotaures et que se trouve le monde de l'eau.

### Regna
Composé de 2 parties. C'est ici que vivent les pirates Regnan qui envahissent l'île de la Plaie de la Dague.